# Kawczyn

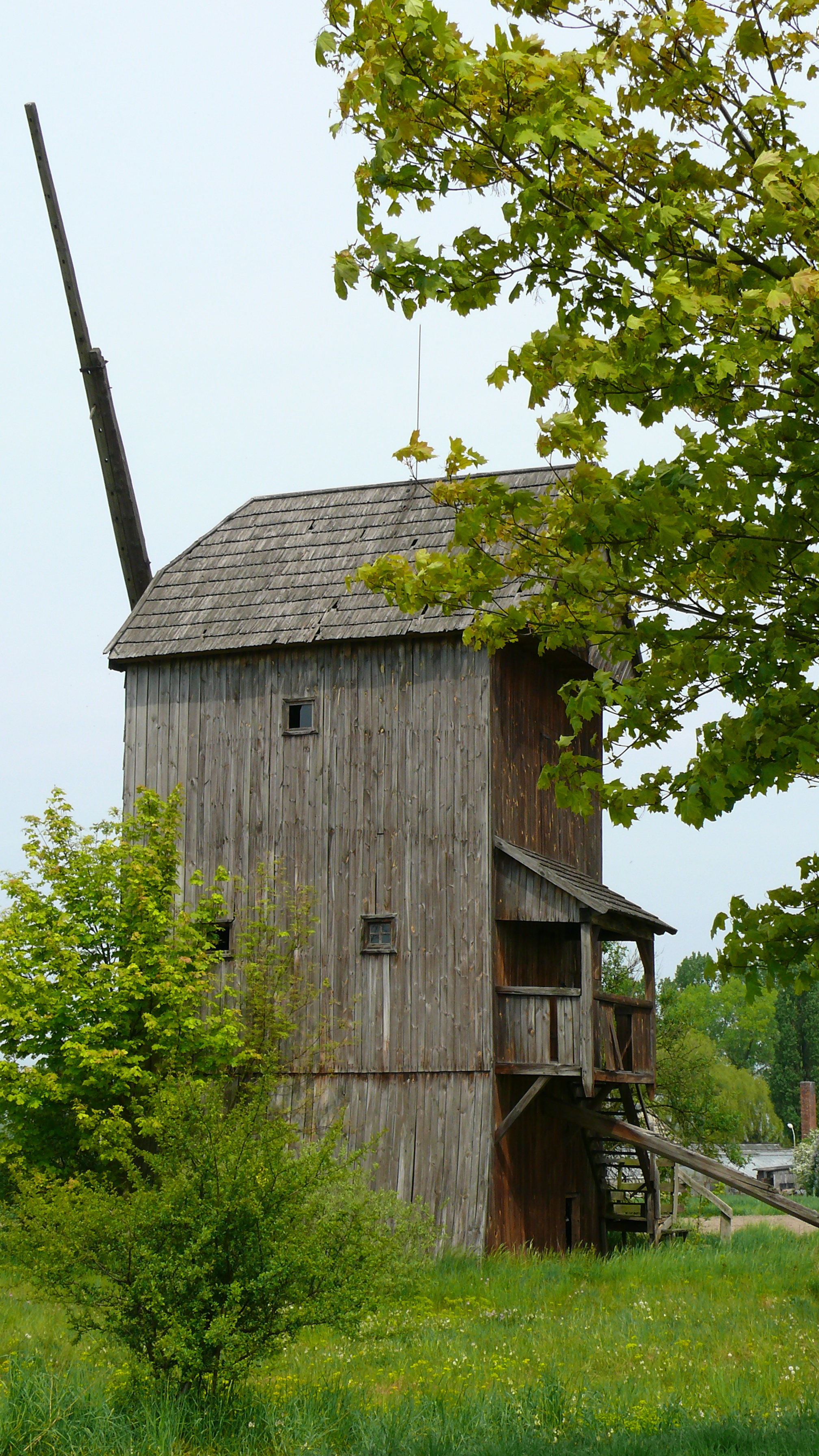
Gammal väderkvarn i Kawczyn.

Kawczyn är en by i distriktet Gmina Kościan, i västra Polen. Byn ligger ungefär 6 kilometer nordost om Kościan och 35 kilometer sydväst om distriktshuvudstaden Poznań.
Byn har ett invånarantal på 154 invånare.